# Gary Vaughn
Gary E. Vaughn (Old Forge, 19 dicembre 1935 – Syracuse, 23 giugno 2015) è stato uno sciatore alpino e allenatore di sci alpino statunitense.

## Biografia
Sciatore polivalente, Gary Vaughn gareggiò nel circuito universitario nordamericano (NCAA), rappresentando la Norwich University fino al 1958, per entrare poi nei ranghi della squadra sciistica dell'Esercito statunitense; in ambito internazionale gareggio nel circuito nordamericano dagli International American Championships 1957 (Stowe, 15-17 marzo) fino all'edizione 1960 della medesima competizione (Stowe, 11-13 marzo), ottenendo come miglior risultato il 5º posto nella discesa libera della Harriman Cup 1959 (Sun Valley, 27-28 febbraio) e nello slalom gigante e nella combinata della Roch Cup dello stesso anno (Aspen, 6-8 marzo). Non prese parte a rassegne olimpiche o iridate; dopo il ritiro lavorò a lungo come allenatore presso la Norwich University, il Dartmouth College e il Middlebury College.

## Palmares

### Campionati statunitensi
- 3 medaglie (dati parziali):
  - 1 oro (combinata nel 1958)[senza fonte]
  - 2 argenti (slalom gigante, combinata nel 1960[7])

## Riconoscimenti
- Norwich University Hall of Fame (1983)[1]